# منلو پارک (کالیفرنیا)
منلو پارک، کالیفرنیا شهری است در کرانه شرقی شهرستان سن ماتئو در منطقه خلیج سانفرانسیسکو کالیفرنیا در ایالات متحده آمریکا.